# Ashley Watkins
Pour les articles homonymes, voir Ashley et Watkins.
Ashley Watkins est une actrice américaine.

## Biographie
Ashley Watkins est une actrice et danseuse professionnelle résidant à Hollywood en Californie. En tant que danseuse, elle a participé à plus de 20 vidéoclips, pour des artistes comme : Michael Jackson, The Black Eyed Peas, Enrique Iglesias et LMFAO.

## Filmographie
- 2007 : Rude Awakening : Sarah
- 2008 : Mind Games (court métrage) : Mrs. Dail
- 2008 : Live Fast, Die Young : Jessica Kaplan
- 2009 : AnnaBella (court métrage) : Détective Sanders
- 2010 : Women Behind Bars (série télévisée documentaire) : Leslie / Lori McLuckie
- 2010 : Entourage (série télévisée) : Burlesque Dancer
- 2010 : Castle (série télévisée) Burlesque Dancer
- 2010 : Undercovers (série télévisée) : Burlesque Dancer
- 2010 : Pelt : Jenny
- 2011 : A Mann's World (téléfilm) : Waiting Salon Client
- 2011 : LMFAO: Champagne Showers (court métrage) : Vampire 1
- 2011 : Lore: Deadly Obsession (téléfilm) : Beautiful Girl with dog
- 2011 : L.A. Love Story Part 1 (court métrage) : Agent Girlfriend
- 2011 : Prison Diaries (série télévisée documentaire) : Linda
- 2011 : 1000 Ways to Die (série télévisée documentaire) : Megan
- 2011 : I'm Coming Out : Heather Lawson
- 2012 : A Broken Code : Shirls
- 2012 : Californication (série télévisée) : Cabaret Girl
- 2012 : Beside Her (court métrage) : Rachel Moretti
- 2012 : Hot Set (série télévisée) : Sima
- 2012 : Hero of the Day : Kelly Chambers
- 2012 : M.A.S.H. (série télévisée) : CiCi
- 2012 : Breast Day Ever (court métrage) : Co-worker #1
- 2013 : Huntress: Zenith (court métrage) : Nova Witch
- 2014 : The Neighbors (série télévisée) : Figure Skater
- 2014 : Give Me More : Victoria
- 2014 : Candidly Nicole (série télévisée) : Magician's Assistant
- 2014 : Once Upon a Zipper (court métrage) : Frankie
- 2015 : Disturbed: The Vengeful One (court métrage) : Soledad Fuego / Mama
- 2015 : Aguruphobia : Jogger
- 2015 : Kygo: Here for You ft. Ella Henderson (court métrage) : Rollerskater
- 2015 : Set the World on Fire (court métrage) : Commander
- 2016 : Panic! At the Disco: Don't Threaten Me with a Good Time (court métrage)
- 2016 : To Tell the Truth (série télévisée) : Contestant
- 2016 : The Young Pope (série télévisée) : Beautiful Figure Skater
- 2016 : All I Ever Wanted : Rose
- 2017 : Swipe Left : Sheena Miles
- 2017 : Black Violet : Horned God